# Object 770
L'Object 770 est un projet de char lourd soviétique dirigé par Pavel Pavlovitch Izakov (ru) entre 1955 et 1958 conçu par le Bureau d'études spécial n°2 (SKB-2) à l'usine Kirov de Tcheliabinsk (ChKZ) et plus tard l'usine de tracteurs de Tcheliabinsk (ChTZ).

## Développement

### Conception
À la suite du décret du Conseil des ministres de l'URSS n°1498-837 du 12 août 1955, il fut demandé de concevoir et produire un prototype du dénommé "Object 770" pour des tests prévu au 4ème semestre de l'année 1957 et deux prototypes pour le second trimestre de l'année suivante.
L'étape de conception était dirigée par M.O. Zalevskaya et plus tard Vasilchenko, l'étape de création est quant à elle fut dirigée par le concepteur en chef adjoint E.I. Lapinsky.
L'usine n°78 de Tcheliabinsk (qui fusionnera en 1957 avec l'usine n°200) était reliée au projet notamment dans la production des coques et tourelles.

### Construction
Le 16 octobre 1956 un modèle grandeur nature est construit et est présenté le 3 novembre à la direction générale des blindés (GBTU). Le 24 décembre est accepté la production d'un échantillon d'usine et de dessins d’exécutions. Les dessins ne furent prêts qu'en juillet 1957 ce ne permettra pas de tenir les délais originels, S.N. Makhonin (ru) alors vice-ministre du Génie des transports de l'URSS décide donc de repousser les délais avec la production d'un prototype entier pour effectuer des tests au NIIBT (ru) en août 1957 et deux prototypes supplémentaires pour des essais en décembre.
À la suite des essais de développement, le SKB-2 remodela la tourelle et la coque. le char fut ensuite conduit à l'usine n°78 pour construire d'autres prototypes mais c'est seulement le 25 octobre 1957 qu'un char nommé "Hybrid T-770" est construit, il est alors équipé du moteur B12-6F développant 683,8 kW (930 ch).
Le 20 juin 1958 l'usine kirov de Tcheliabinsk (ChKZ) est intégrée avec les sept usines qui furent présentes à Tcheliabinsk à l'usine de tracteurs de Tcheliabinsk (ChTZ).
Après divers retards et modifications des délais, le 26 août 1958 ChTZ envoya deux véhicules partiellement assemblés au NIIBT (ru) afin de tester le blindage tourelle et le blindage de la coque.
À partir de septembre un prototype d'usine fut aussi construit et terminé en décembre. Il servit à divers essais de développement notamment dans le bloc moteur et les suspensions.
Au cours de l'année 1959 les divers changements du bloc moteur qui inclut dorénavant un moteur DTN-10 de 1000 ch ont forcé le prototype à être modifié à l'usine n°78 pour une mise à jour.
De mai 1959 à août 1960 deux prototypes furent assemblés portant le nombre de prototypes finaux à trois.

### Fin de développement
Le 19 juillet 1960 par décret n°747-310 du conseil des ministres de l'URSS les travaux sur l'Object 770 sont annulés ainsi que les travaux sur les moteurs développés en parallèle du blindé.
En octobre 1960, les deux chars subirent des essais de tirs à Tchebarkoul près de Tcheliabinsk, ils effectuèrent respectivement 106 et 31 tirs, 415 et 304 km de déplacement propre.
Conformément au décret n°747-310, le GBTU ordonna le déplacement des trois prototypes au NIIBT (ru).
L'Object 770 fut l'un des derniers développements de char lourd en Union soviétique, cependant il fut développé en parallèle avec d'autres projets comme l'Object 277, 278 et 279.
Le dernier prototype conservé est aujourd'hui exposé au musée des Blindés de Koubinka.

## Armement
L'Object 770 est équipé d'un canon de 130mm rayé M-65 (ru) stabilisé sur deux axes par un système "Groza", il présente une mitrailleuse de 14,5mm KPVT en coaxiale du canon.
Les angles d'élévation sont compris entre -5° et +16,30°. La tourelle était déplacée grâce à un système hydraulique permettant un déplacement de 3,5°/s verticalement et 18°/s horizontalement, en cas de force majeur un système de rotation manuel était aussi disponible mais limitais la vitesse de déplacement de la tourelle.
Le char disposait de 37 coups maximum il était chargé automatiquement par un rechargement en tandem (projectiles et charges séparés) dans le canon, pour le rechargement la tourelle était amenée automatiquement dans la disposition de tourelle de 2° verticalement et de ± 30° horizontalement. La cadence de tir était d'environ 6-8 coups/m avec un râtelier de 19 coups pour le système de rechargement automatique, les 18 autres obus était disposés dans des emplacements dédiés.
L'obus perforant avait une vitesse initiale à la sortie de bouche de 1000 m/s. La portée de tir direct était de 1230m, à cette distance l'obus pénétrait une plaque de blindage en acier verticale de 280mm et présentait à 2000m 245mm de pénétration.
La mitrailleuse coaxiale de 14,5mm KPVT possédait au total 800 cartouches.

## Optiques
Le tireur avait à sa disposition un viseur télescopique TPD2S et un viseur nocturne TVN-1 (ru) avec un dispositif d'éclairage infrarouge L-2.
Le commandant avait à son usage un dispositif du visualisation centrale TPKU et un TVN-1 (ru) avec projecteur L-2 pour les combats de nuit.
Le conducteur est équipé d'un système TVN-1 (ru) avec L-2 pour les combats nocturnes.
Des illuminateurs infrarouges OU-3 peuvent être montés pour désigner des cibles lors des combats nocturnes.

## Blindage
L'Object 770 est doté d'un blindage frontal en acier moulé de 138mm et 260mm en tourelle, 110mm en latéral de caisse et 184mm pour la tourelle de côté.
L'arrière possédait quant à lui 85mm pour la caisse et 90mm pour la tourelle.

## Mobilité
L'Object 770 est équipé d'un moteur DTN-10 développant 1000 ch, avec ce moteur le char pouvait atteindre une vitesse maximal de 55 km/h sur route avec une autonomie de 200 km au maximum.

## Équipement
Le char était équipé d'une radio R-113 (ru) et d'un interphone R-120.